# やまぐも (護衛艦)
やまぐも（ローマ字：JDS Yamagumo, DD-113、TV-3506）は、海上自衛隊の護衛艦。やまぐも型護衛艦の1番艦。艦名は「山に立ちこめた雲」に由来し、日本の艦艇としては旧海軍朝潮型駆逐艦6番艦「山雲」に続き2代目。

## 艦歴
「やまぐも」は、第2次防衛力整備計画に基づく昭和37度計画2,000トン型警備艦2201号艦として、三井造船玉野造船所で1964年3月23日に起工され、1965年2月27日に進水、1966年1月29日に就役し、第2護衛隊群に直轄艦として編入され佐世保に配備された。
1966年3月19日、第2護衛隊群隷下に第21護衛隊が新編され、同日付で就役した「まきぐも」とともに編入された。
1971年、1975年、1981年と遠洋練習航海に3回参加している。
1977年12月1日、第21護衛隊が第3護衛隊群隷下に編成替え。
1987年2月20日、第21護衛隊が佐世保地方隊隷下に編成替え。
1991年6月20日、練習艦に種別変更され、艦籍番号がTV-3506に変更。練習艦隊第1練習隊に編入され、定係港が呉に転籍。なお、練習艦への改造工事は同年6月28日から10月24日の間で行われ、アスロック弾庫を実習員講堂（36名収容）に、士官寝室の一部が女性自衛官用（14名）に改造された。
1995年8月1日、除籍。